# 亞克拉納區
亞克拉納區（西班牙語：Distrito de Yaquerana），是秘魯的一個區，位於該國東北部洛雷託大區的雷克納省，始建於1943年7月2日，面積10,947.2平方公里，海拔高度130米，2005年人口2,445，人口密度每平方公里0.22人。